# História da Escola Central
O Centrum Schwule Geschichte 1984 e.V. (que significa: Centro de História Gay), abreviado CSG, é uma instituição integrante da comunidade LGBTQIA+ de Colônia e da região do Reno. Fundado em 1984 como um grupo de trabalho sobre a história LGBTQIA+, o CSG é um dos mais antigos arquivos especializados na história dos gays na Alemanha. A instituição preserva o patrimônio cultural da comunidade em toda a sua diversidade, transmitindo esse conhecimento para as gerações futuras.
O arquivo desempenha um papel fundamental na preservação e acessibilidade da história LGBTQIA+ como patrimônio cultural de Colônia e da região da Renânia do Norte-Vestfália. Ele coleta documentos e disponibiliza informações sobre a vida e história da comunidade LGBTQIA+ ao longo dos séculos e décadas passadas. O acervo do CSG inclui:
- arquivos pessoais, especialmente de ativistas do movimento LGBTQIA+,
- documentos originais como panfletos, brochuras, publicações e cartazes,
- entrevistas com testemunhas da época,
- registros em imagem, filme e áudio.[3]

## Exposições

### Exposição Permanente
- Céu e colina. 100 anos de diversão em Colônia exposição permanente desde 2005; vernissage no dia 27. Junho de 2002 em conjunto com a Europride 2002

### Exposições temporárias

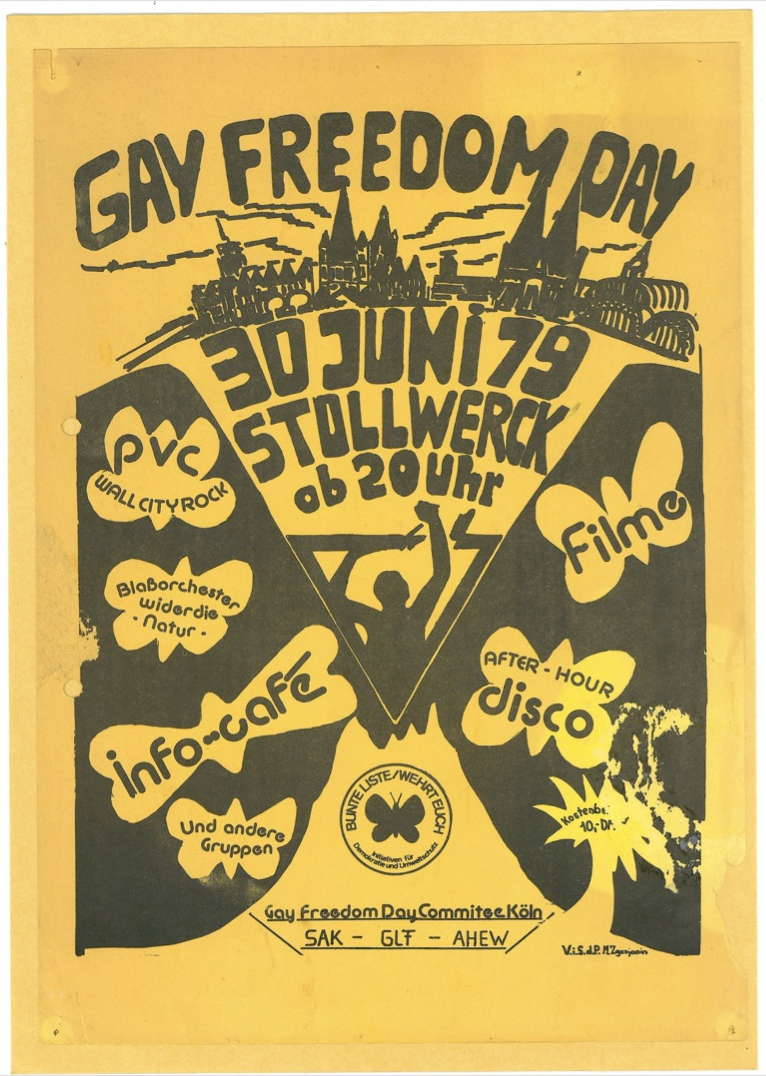
Afixação do CSD em Colônia, 1979 (Arquivo: Centrum Schwule Geschichte e.V., Colônia)

- Aufklärung und Aufregung - 50 Jahre Schwule und Lesben in der BRAVO . , 2010
- E também o Andern. Schwule e Lesben em Colônia e Umgebung 1895-1918 , 2007 na Universidade de Colônia
- Problemas no Paraíso. 30 Jahre Schwulen- und Lesbenzentren em Colônia , 2005
- Fênix em Asche. Fotografia de Hans-Jürgen Esch , 2003
- Hannes Steinert: Exposição de arte "Das Glück ist ein Augenblick", 2002.
- Exibido ... Homossexualidade no Karikatur , 2002
- Volksaufklärung per Verlagspolitik. Max Spohr (1850-1905), Verleger em Leipzig , 2001
- Contra as regras. Lésbicas e lésbicas no esporte. , 2000 no Deutsches Sport- und Olympiamuseum
- Registrado. Policiais e homossexuais , 2000
- São Sebastião ou Die schwule Kunst zu leiden, 1999
- Quem se importa? Patrick Hamm: Fotos de Vídeo , 1999
- Pôster, Posen, Pornos. Zum homosexuellen Männerbild 1945 a 1998 , 1998
- Os Corações e os Zarten. A evolução da homossexualidade no cinema , 1998
- "Das sind Volksfeinde!" Kölner Sonderaktion gegen Homosexuelle im Sommer 1938, 1998 em EL-DE-Haus (NS-Dokumentationszentrum)
- Entusiasmos! Morre 1. Kölner Reliquienausstellung aus über 2000 Jahren schwuler Geschichte , 1995
- "Verführte Männer." Das Leben der Kölner Homosexuellen im Dritten Reich, 1991
- Rótulos de dorso. Das Leben der "Verzauberten" em Colônia dos anos 20 , 1987 em Kölner Schwulen- und Lesbenzentrum.

## Publicações

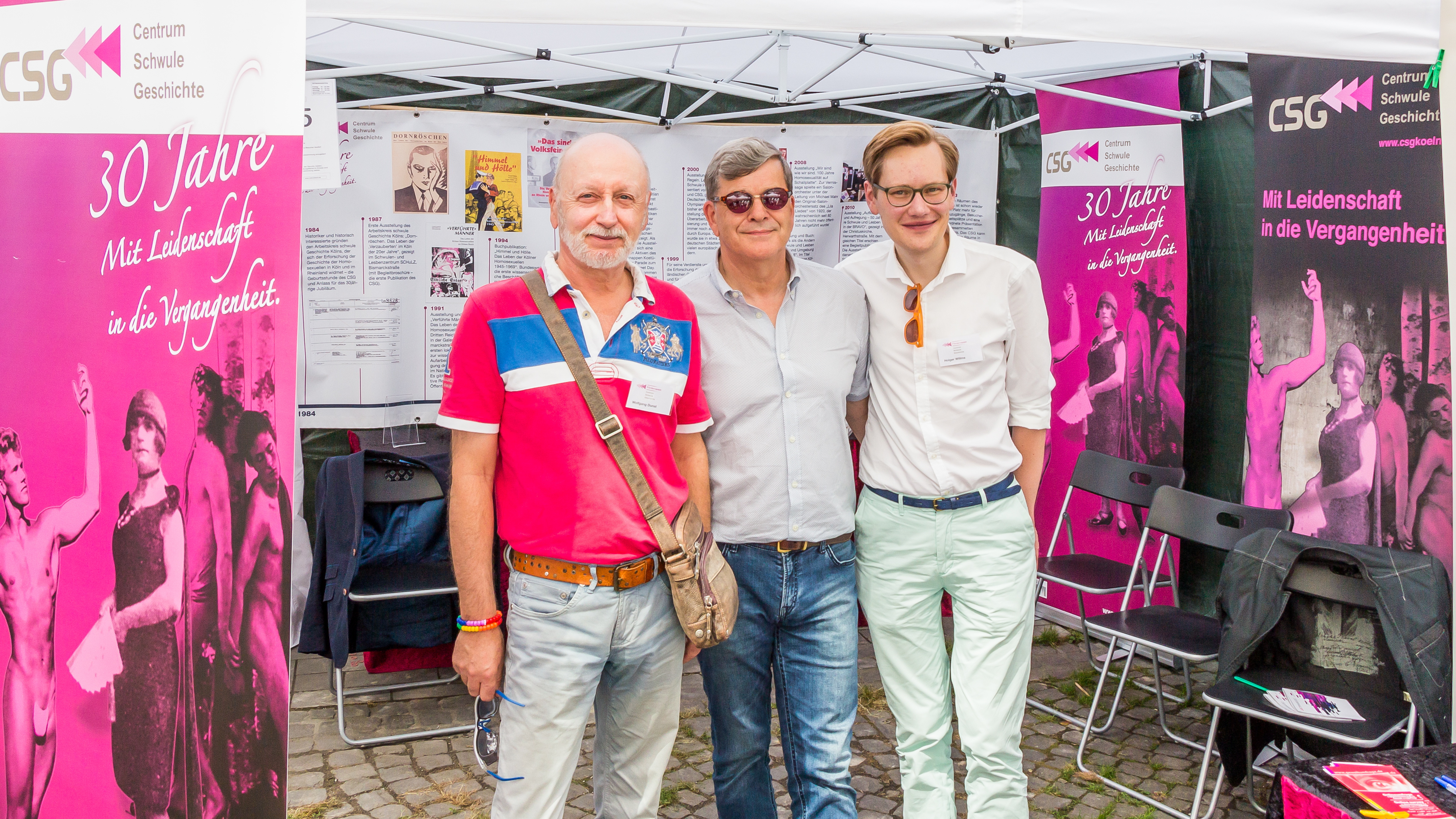
Banca de informações na festa de rua da Pride 2017 de Cologne.

- C. Limpricht/J. Müller/N. Oxenius (Hg.): Verführte Männer. Das Leben der Kölner Homosexuellen im Dritten Reich, Emons Verlag, Colônia 1991,ISBN 3-924491-74-7
- K. Balser/M. Kramp/J. Müller/J. Gotzmann (Hg.): Himmel e Hölle. Das Leben der Kölner Homosexuellen 1945 a 1969, Emons-Verlag, Colônia 1994,ISBN 3-924491-54-2
- J. Müller/W. Berude (Hg.): Das sind Volksfeinde. Die Verfolgung von Homosexuellen an Rhein und Ruhr de 1933 a 1945, Emons-Verlag, Colônia 1998,ISBN 3-89705-124-9
- E. In het Panhuis: Die Harten und die Zarten. Homossexualidade no cinema, Colônia 1998
- E. In het Panhuis/H. Potthoff: St. Sebastian oder Die schwule Kunst zu leiden, Colônia 1999
- E. In het Panhuis: Anders als die Andern. Schwule und Lesben em Colônia e Umgebung 1895-1918, Emons Verlag, Colônia 2006,ISBN 3-89705-481-7
- E. In het Panhuis: Aufklärung und Aufregung - 50 Jahre Schwule und Lesben in der BRAVO, Archiv der Jugendkulturen Verlag KG, Berlim 2010,ISBN 978-3-940213-58-7

## Links externos
- CSG Köln (principalmente alemão, algumas informações disponíveis em inglês)
- Invertito - Jahrbuch für die Geschichte der Homosexualitäten (Anual para a história das homossexualidades) por FHG eV (alemão e inglês)